# Ronde van Moeskroen
De Ronde van Moeskroen (Frans: Ronde de Mouscron) is een eendaagse wielerkoers voor vrouwen. De wedstrijd, met start en finish in de Belgische stad Moeskroen, staat op de UCI-kalender met een classificatie van 1.1-categorie.
De wedstrijd kan als de opvolger worden gezien van de Grand Prix de Dottignies die in 2019 op het laatste moment werd geannuleerd en hierna van de kalender verdween. In 2020 werd de wedstrijd, met de 1.2-status, geannuleerd vanwege de coronapandemie. De Italiaanse Chiara Consonni was in 2021 de eerste winnares, de Nederlandse Thalita de Jong volgde haar in 2022 op de erelijst op. In 2023 ging de zege naar de Italiaanse Martina Fidanza, in 2024 naar de Poolse Daria Pikulik en in 2025 naar de Noorse Susanne Andersen.

## Erelijst
| Jaar | Datum | KM    | Winnares                            | Tweede                              | Derde                               |
| ---- | ----- | ----- | ----------------------------------- | ----------------------------------- | ----------------------------------- |
| 2020 | 13/04 | 113,5 | geannuleerd (i.v.m. coronapandemie) | geannuleerd (i.v.m. coronapandemie) | geannuleerd (i.v.m. coronapandemie) |
| 2021 | 05/04 | 121,2 | Chiara Consonni                     | Jelena Erić                         | Maria Martins                       |
| 2022 | 18/04 | 127,0 | Thalita de Jong                     | Nicole Steigenga                    | Martina Alzini                      |
| 2023 | 10/04 | 120,0 | Martina Fidanza                     | Anniina Ahtosalo                    | Valentine Fortin                    |
| 2024 | 01/04 | 122,5 | Daria Pikulik                       | Anniina Ahtosalo                    | Martina Fidanza                     |
| 2025 | 21/04 | 125,0 | Susanne Andersen                    | Marthe Truyen                       | Sarah Van Dam                       |

### Overwinningen per land
| Overwinningen | Land                        |
| ------------- | --------------------------- |
| 2             | Italië                      |
| 1             | Nederland, Noorwegen, Polen |

2020 · 2021 · 2022 · 2023 · 2024 · 2025